# William Carew (5e baronnet)
Pour les articles homonymes, voir Carew.
Sir William Carew, 5e baronnet (vers 1690-1744) est un homme politique britannique qui siège à la Chambre des communes de 1711 à 1744.

## Biographie
Il est le deuxième fils de John Carew (3e baronnet) et de sa troisième épouse Mary Morice, fille de William Morice (1er baronnet) de Werrington, Devon, et est baptisé le 24 janvier 1690. Il succède à son frère aîné comme baronnet le 24 septembre 1703. Il s'inscrit à Exeter College, Oxford le 4 septembre 1707 à 18 ans.
Le 5 janvier 1714, il épouse Lady Anne Coventry, fille de Gilbert Coventry, 4e comte de Coventry. Elle est une héritière, et il commencé à faire des travaux à Antony House en Cornouailles.
Il est élu député de Saltash lors d'une élection partielle le 17 janvier 1711. Aux élections générales de 1713, il est réélu à la place comme député de Cornouailles. Il est réélu député de Cornouailles aux élections générales de 1715, 1722, 1727, 1734 et 1741.
Il est décédé le 8 mars 1744 et son fils Coventry lui succède.